# Cayo Largo
Pour les articles homonymes, voir Cayo et Largo.
Cayo Largo, aussi connue sous le nom de Cayo Largo del Sur, est une île cubaine de l'archipel des Canarreos sur la côte sud de Cuba.

## Description
Cayo Largo se trouve à l'extrémité est de l'archipel des Canarreos — dont l'extrémité ouest est à l'île de la Juventud, à plus de 80 km de distance. La vue satellitaire donne une claire démonstration de ce que l'archipel des Canarreos sépare le golfe de Batabanó (au nord) de la mer des Caraïbes (au sud).

Vue satellite sur le golfe de Batabanó
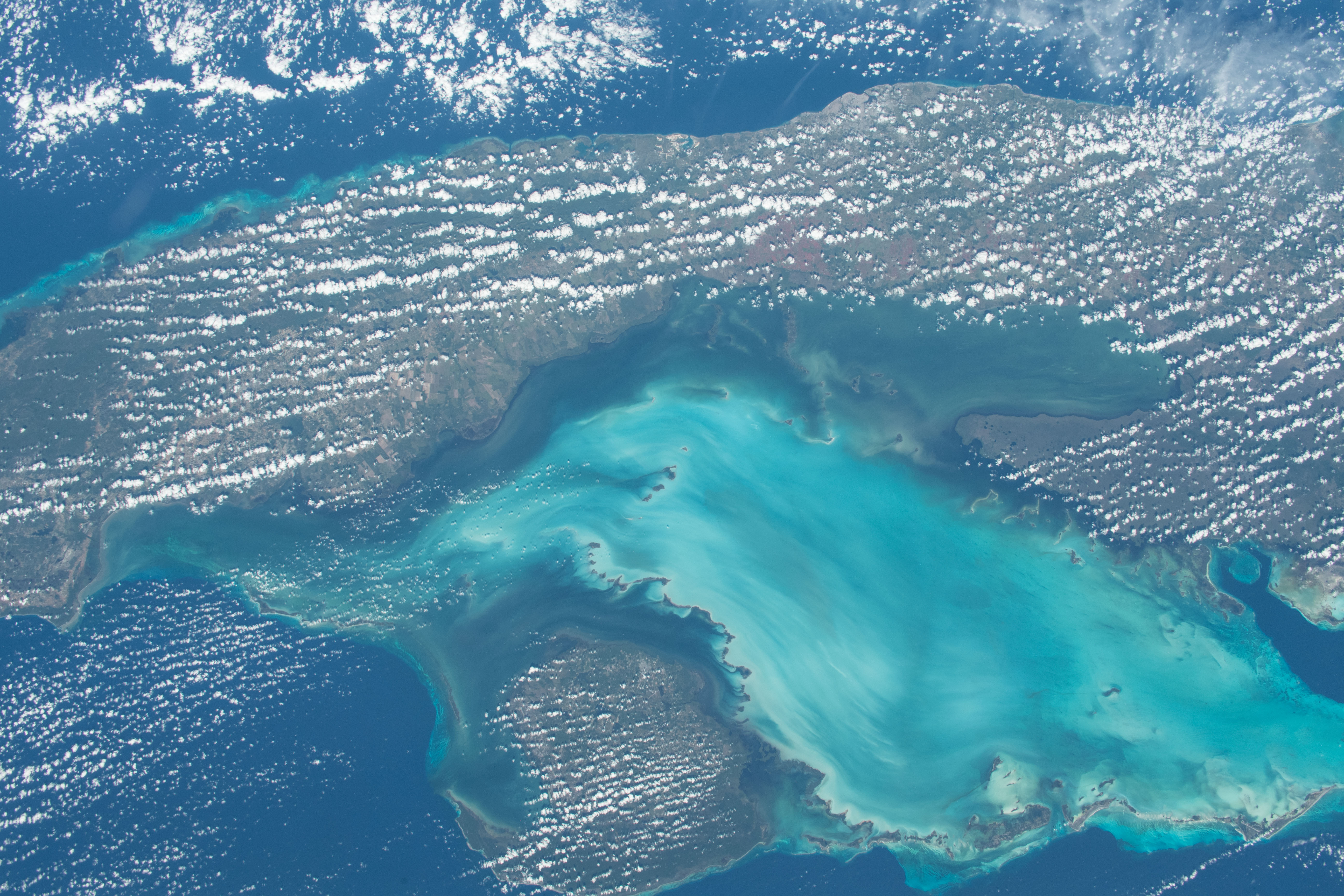
Golfe de Batabanó en bleu turquoise. Archipel des Canarreos en bas à droite (dont cayo Largo).

Par contre Cayo Largo n'est qu'à quelque 32 km plein sud des cayos Blancos del Sur situés entre le golfe de Cazones (en) et la baie des Cochons (sur l'île principale de Cuba, municipalité de Ciénaga de Zapata, province de Matanzas).
Cayo Largo mesure plus ou moins 25 km de long par plus ou moins 3 km de large dans sa partie la plus large.
C'est la deuxième île (en superficie) de l'archipel des Canarreos après l'île de la Juventud (ou île de la Jeunesse),,.
Les plages de corail sont presque toutes concentrées dans la partie sud de l'île, alors qu'on ne trouve que des marécages et des mangroves dans sa partie nord.
À l'extrémité ouest de l'île se trouve l'aéroport international Vilo Acuña (en).

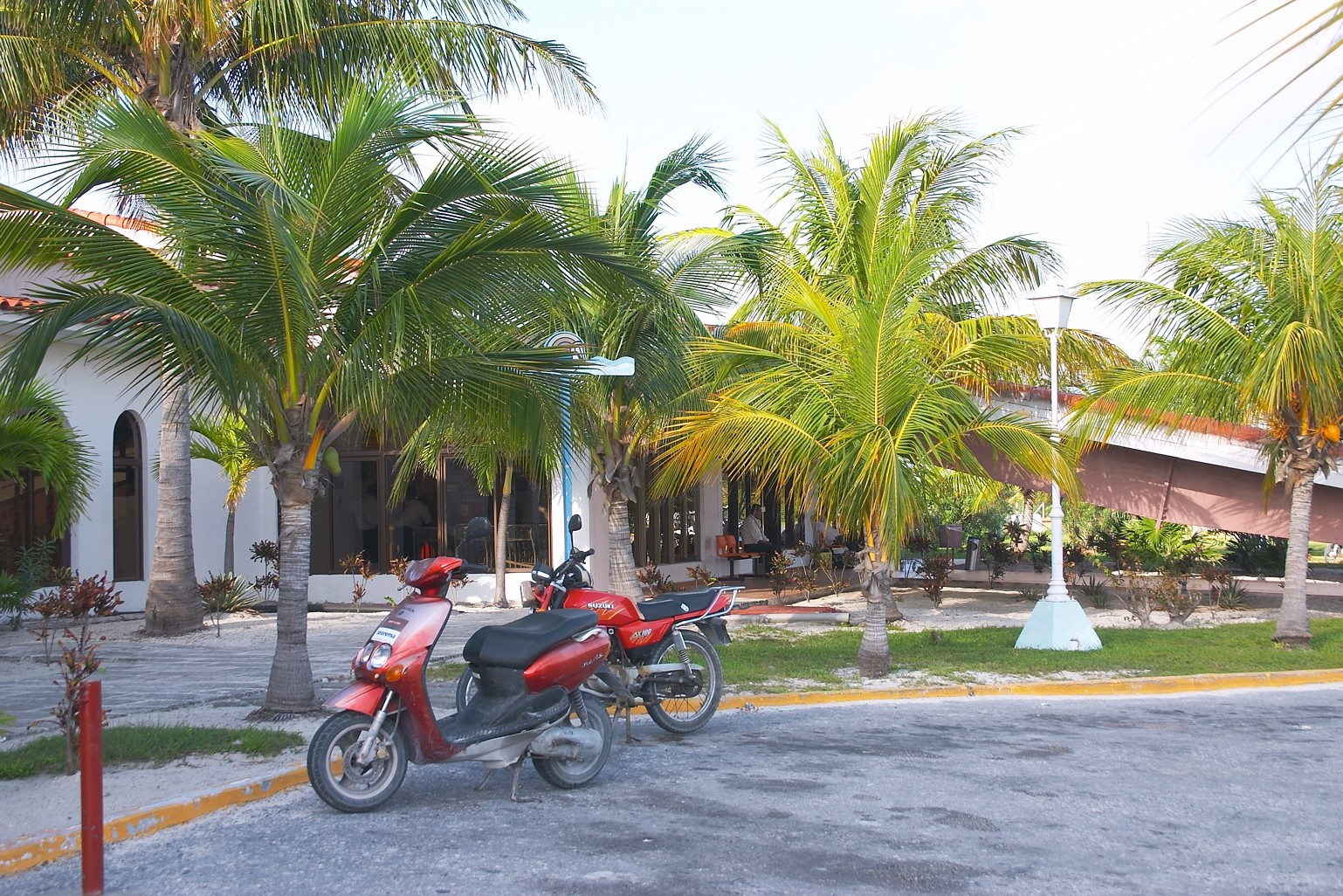
Scooters à l'aéroport
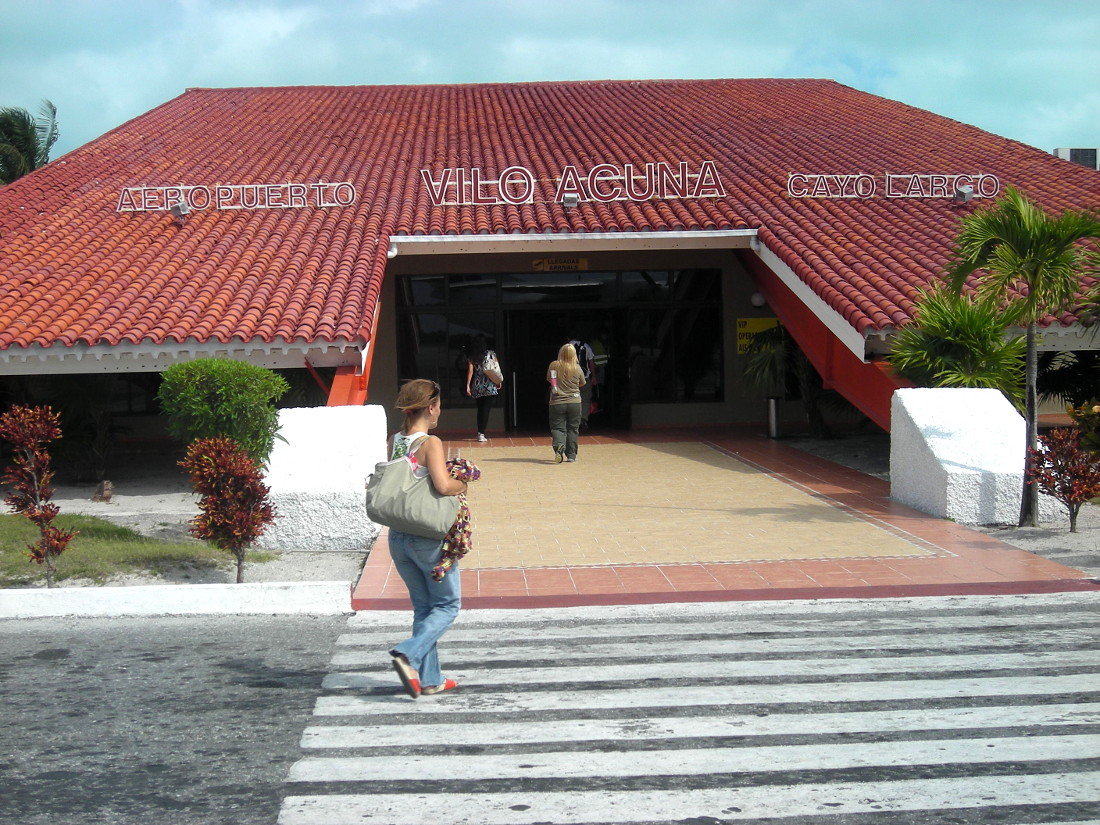
L'aéroport de Cayo Largo

## Histoire
Vers 1494 Cayo Largo del Sur faisait partie des endroits surveillés par Christophe Colomb en regard des nombreux corsaires et pirates opérant dans la mer des Caraïbes.
L'aéroport a été construit en 1995 ; il doit son nom à Juan Vitalio Acuña Núñez, alias Vilo, un paysan combattant de la révolution cubaine. L'aéroport est aménagé pour accueillir des avions de grande taille et peut accueillir 300 passagers par heure.
En novembre 2001, l'île a été entièrement submergée par l'onde de tempête associée à l'ouragan Michelle.

## Tourisme
Cayo Largo est le siège d'un développement touristique orienté vers l'usage des plages, la plongée et la pêche de récréation - cette dernière fournissant macabiens (Albula vulpes), tarpons et d'autres espèces prisées par les touristes pêcheurs.
Le secteur touristique de Cayo Largo s'est développé à partir des années 1980. Parmi les plages les plus éloignées des zones hôtelières, on peut citer la Playa Sirena, la Playa Paraíso et la Playa Punta Mal Tiempo, qui sont situées dans la partie ouest de l'île. Par ailleurs, sur la côte est, se trouvent un ensemble de plages : les Playas del Este. On peut également mentionner la Playa de Los Cocos, qui dispose de la biodiversité la plus riche avec différentes espèces d'animaux telles que les iguanes et les flamants roses ; la Playa Blanca ; la Playa Tortuga, qui est renommée pour les centaines de tortues que l'on peut observer ; et la Playa Luna, située sur la côte nord.
La Fédération naturiste internationale y recense plusieurs plages destinées à la pratique du naturisme[réf. nécessaire].
Il n'y a pas d'habitant permanent sur l'île. Les travailleurs locaux œuvrent majoritairement dans les hôtels pour une période de 20 jours consécutifs avant de rentrer chez eux sur une autre île (majoritairement l'île de la Juventud) pour un congé de 10 jours[réf. nécessaire].

Les développements touristiques
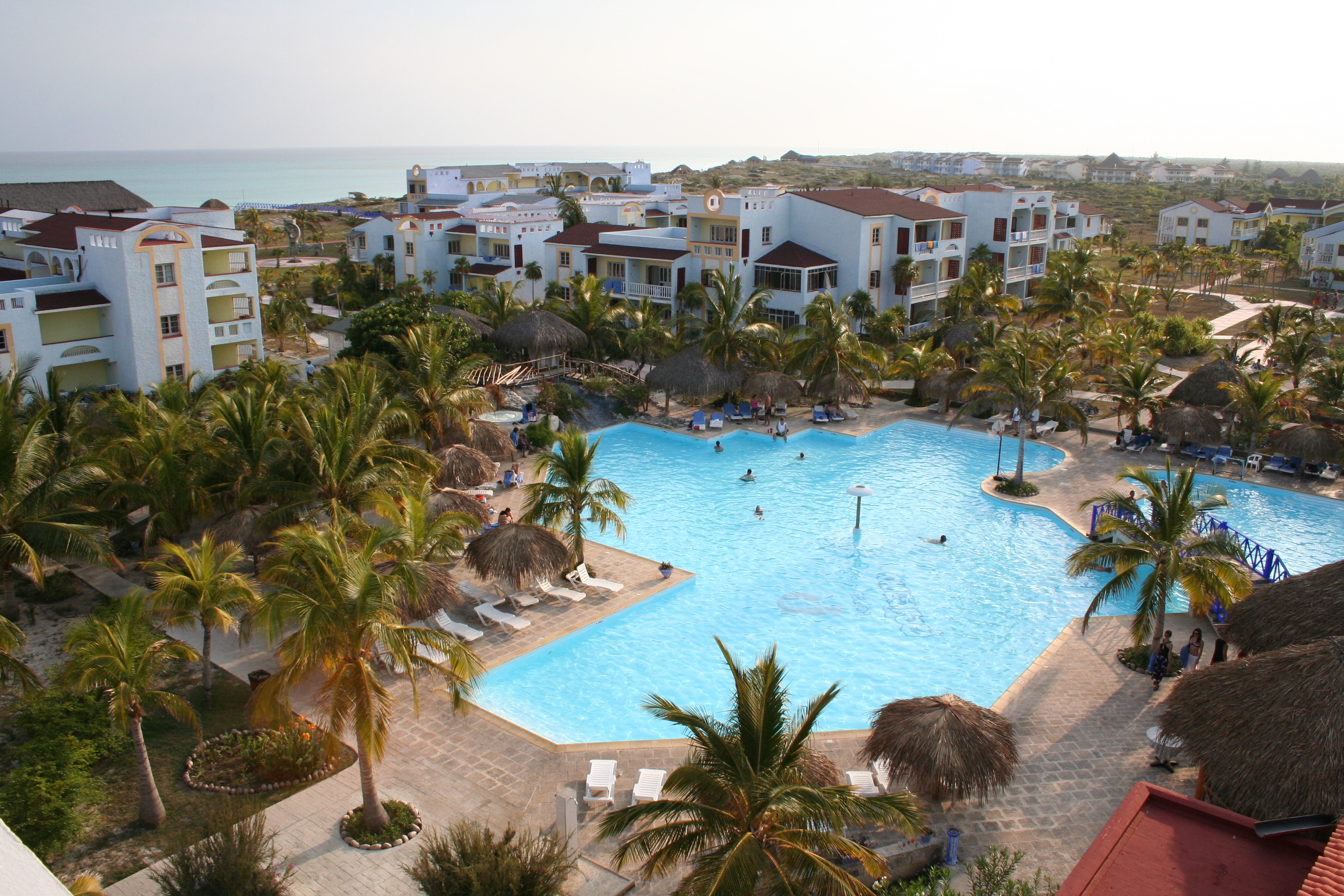
Sol Pelicano Hotel
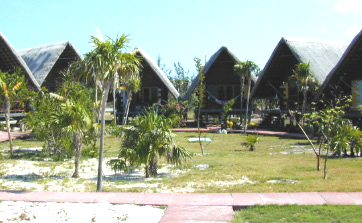
Hotel Villa Lindamar
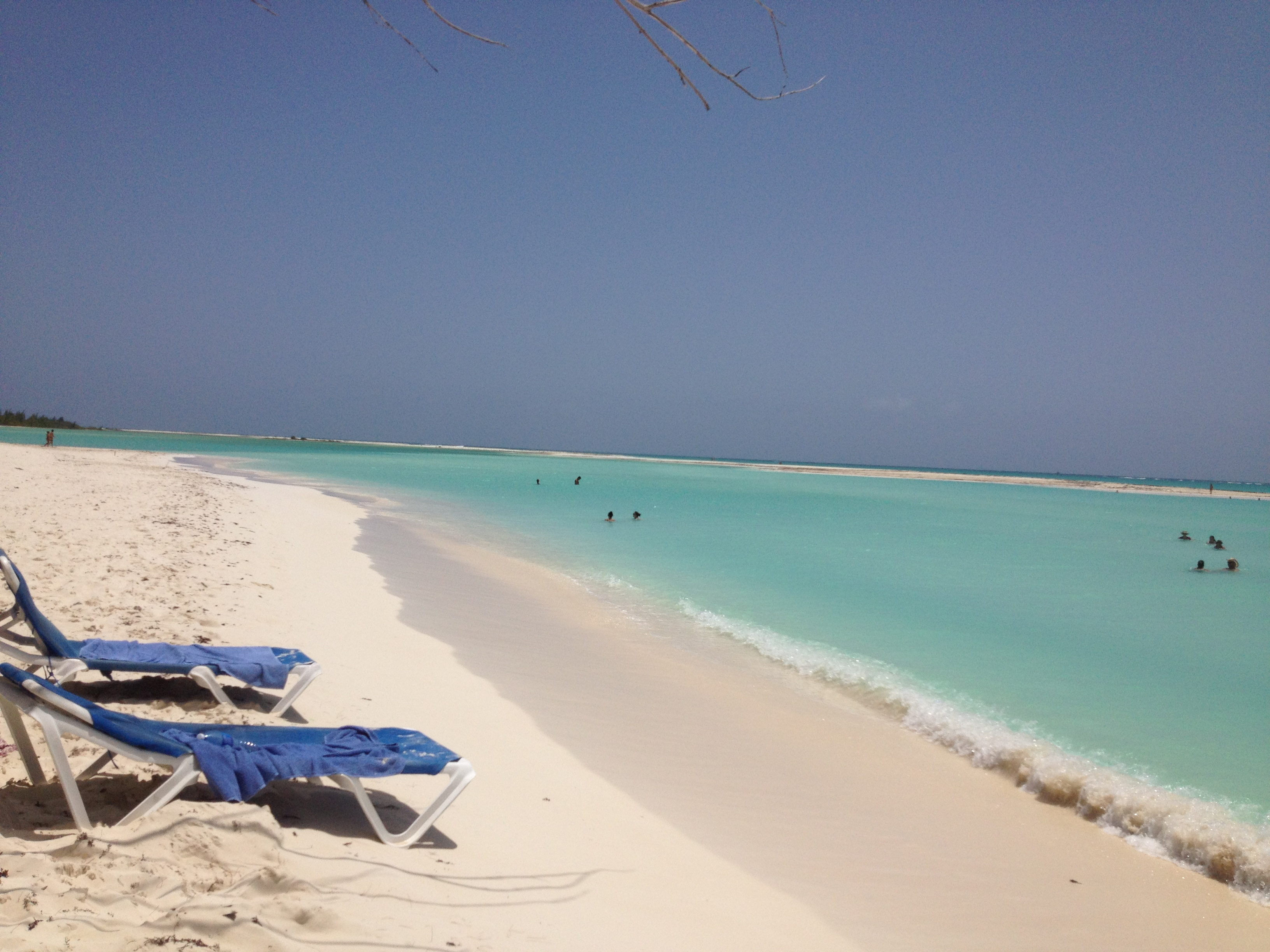
Plage Paraiso

## Environnement
L'archipel des Canarreos est un des principaux systèmes de récifs coralliens de Cuba.
De plus il est situé sur la côte sud de Cuba, où ces systèmes sont plus éloignés de la côte de Cuba que ceux de la côte nord ; plus isolés, ils subissent moins les effets négatifs des activités humaines. Ainsi, avec les Jardines de la Reina eux aussi sur la côte sud de Cuba, l'archipel des Canarreos est un système de récifs parmi les moins endommagés de la mer des Caraïbes - sauf pour les alentours du cayo Largo.
Les récifs sur la côte ouest du cayo Largo sont en voie de dégradation : les mésoherbivores (oursin noir des Antilles Diadema antillarum, rotifères et poissons acanthuridés) sont devenus rares et les concentrations de nutriments sont devenues excessives, ce qui amène un excès d'algues et de cyanobactéries. Cette tendance a été renforcée par les températures accrues depuis 1998 et par l'appauvrissement du relief du fond en raison de la mortalité des coraux causée par les maladies et les cyclones. Cette simplification du relief sous-marin empêche le rétablissement des populations d'herbivores. Il semble qu'il y ait aussi une production locale de nutriments dans les récifs à partir de la décomposition de grandes quantités de détritus d'algues. Coïncidant avec des températures élevées au cours de 1998 El Niño et La Niña, un intense blanchissement du corail a eu lieu, mais avec une mortalité très limitée. Le déclin de la couverture corallienne dans les stations plus profondes semble toutefois être davantage déterminé par la mortalité partielle cumulative des colonies que par la mort soudaine de colonies entières ; des signes de mortalité massive des coraux n’ont été observés que dans les crêtes, d'où - entre autres - le corail corne de cerf (Acropora cervicornis) a disparu alors qu'il dominait le paysage dans les années 1970. La taille de certaines espèces de coraux a diminué, et de nombreux autres signes de mauvaise santé ambiante ont été relevés. Le récif de Los Ballenatos (à l'ouest de la pointe sud-ouest du cayo Largo) est le plus touché.
La surpêche est un facteur de dégradation important, qui s'est accru avec l'introduction de la pêche récréationnelle (tourisme).
Une sorte de gecko (Sphaerodactylus storeyae) est une espèce endémique locale : elle ne se trouve qu'à Punta del Este sur l'île de la Juventud et sur 3 des îlots de l'archipel des Canarreos : cayo Cantiles, cayo Largo del Sur et cayo Inglés.

Cayo Largo sauvage
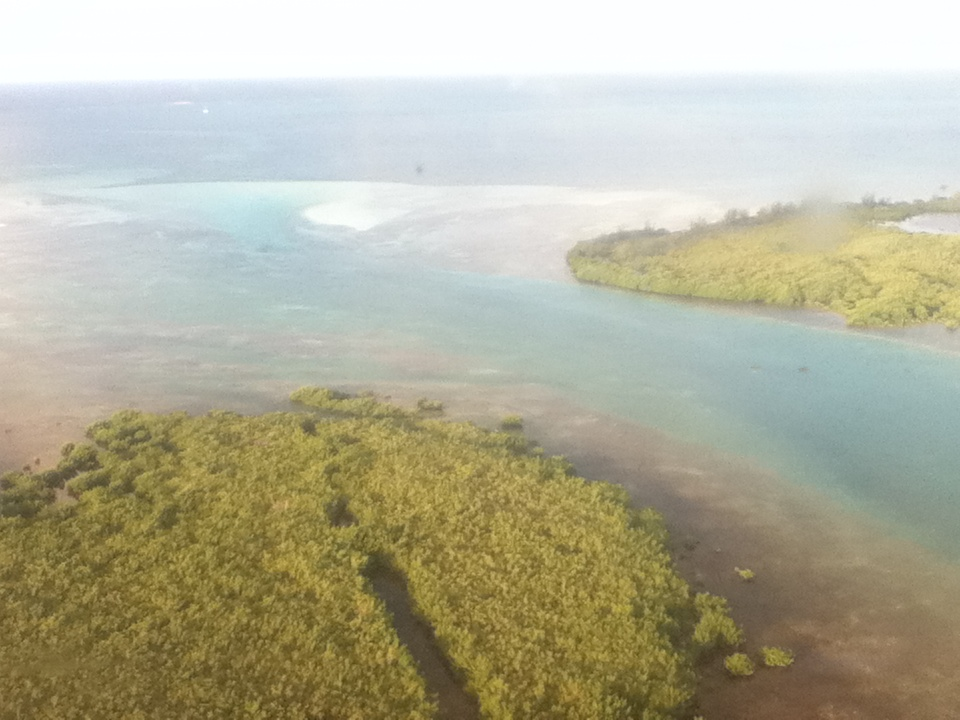
Vu d'avion
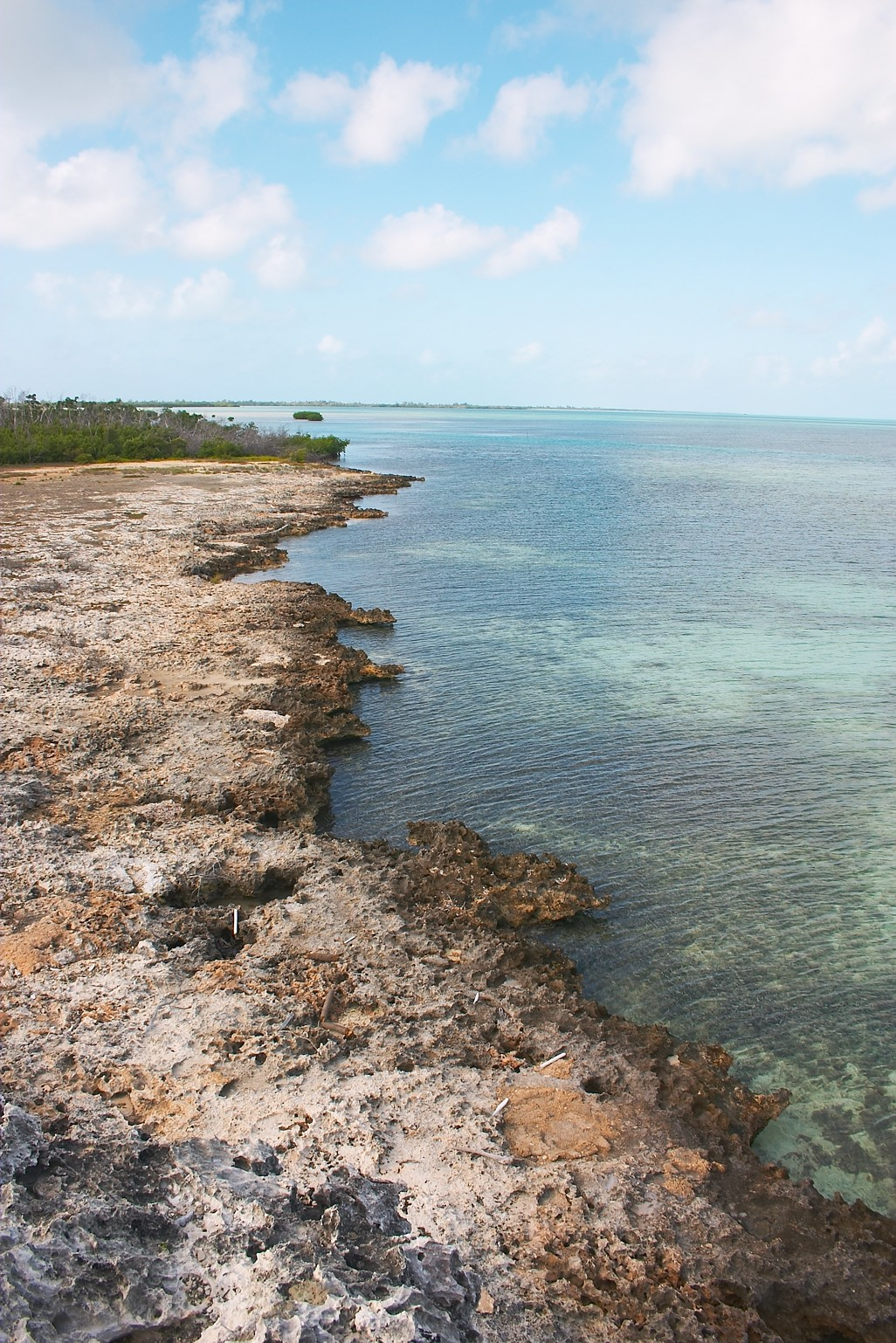
Côte du cayo Iguanas proche
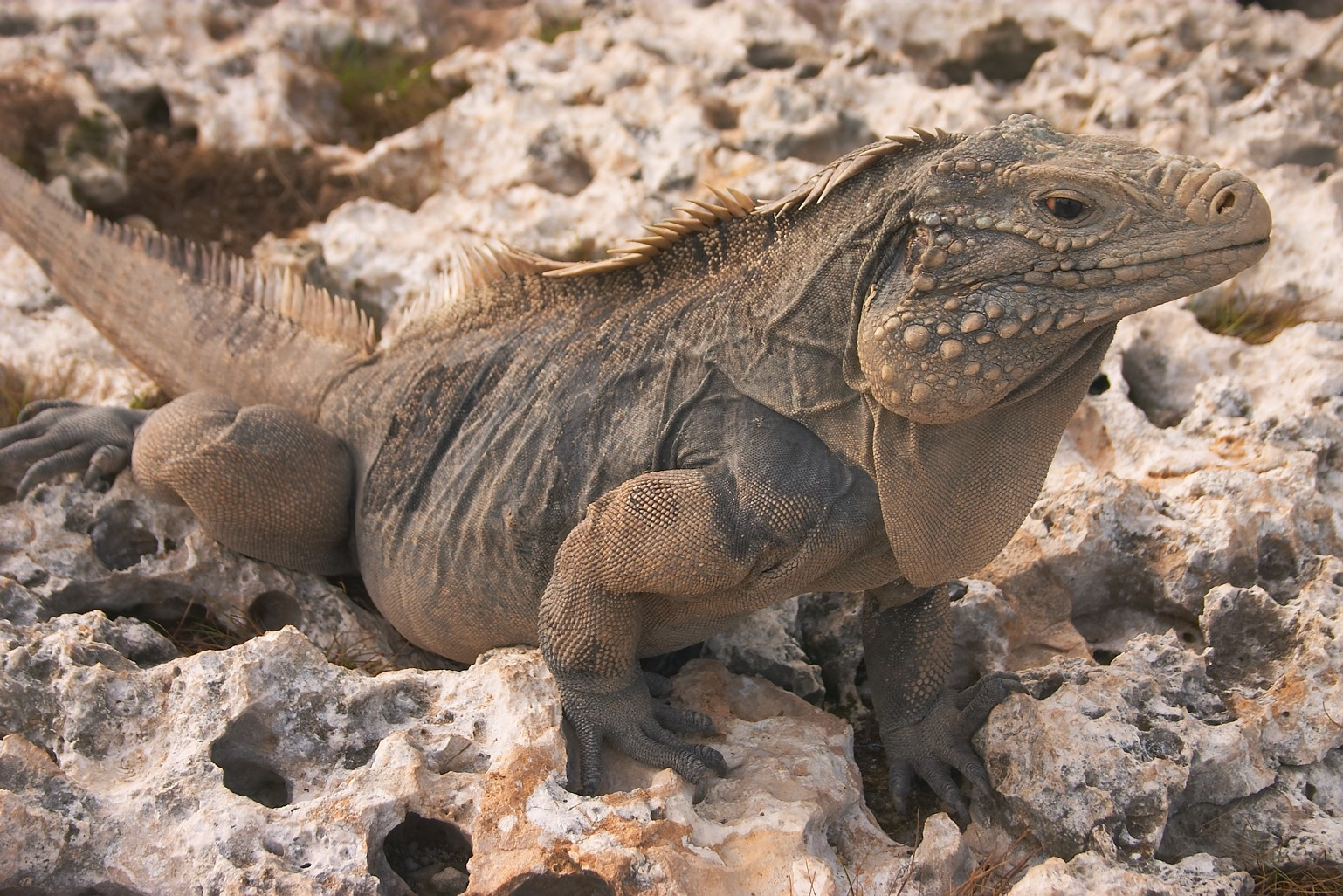
Iguane local